# Бадалян, Геворг Григорович
Гево́рг Григо́рович Бадаля́н (арм. Գեւորգ Գրիգորի Բադալյան; 5 января 1991, Ереван, Армянская ССР, СССР) — армянский футболист, нападающий клуба «Глубина».

## Карьера

### Клубная
Обучался футболу в школе команды «Баник» из города Мост, дебютировал в его составе в 2010 году. Провёл 17 игр и забил 4 гола в первенстве Чехии, с 2011 года защищает цвета остравской команды.

### В сборной
Призывался в сборную Армении возрастов до 17, до 19 и до 21 года, суммарно сыграл там 11 игр и забил 1 гол.